# Uchima Yasumichi
Yasumichi Uchima (sinh ngày 10 tháng 9 năm 1984) là một cầu thủ bóng đá người Nhật Bản.

## Sự nghiệp câu lạc bộ
Yasumichi Uchima đã từng chơi cho Sagan Tosu và Gainare Tottori.